# Karl Stefan

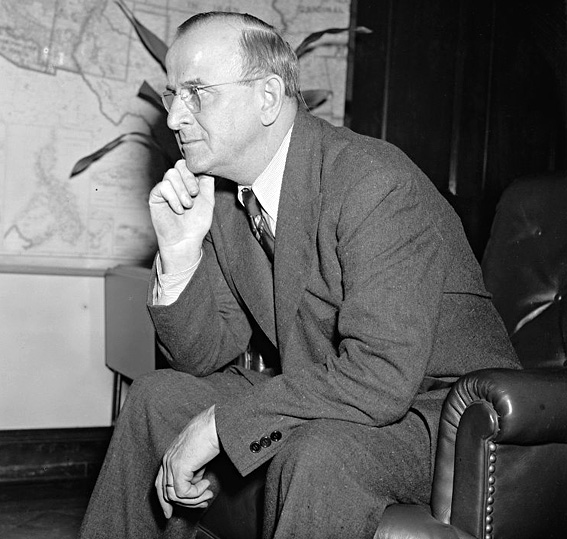
Karl Stefan (1939)

Karl Stefan (* 1. März 1884 bei Žebrákov, Böhmen; † 2. Oktober 1951 in Washington, D.C.) war ein US-amerikanischer Politiker. Zwischen 1935 und 1951 vertrat er den dritten Wahlbezirk des Bundesstaates Nebraska im US-Repräsentantenhaus.

## Werdegang
Im Jahr 1885 kam Karl Stefan mit seinen Eltern in die Vereinigten Staaten. Die Familie ließ sich in Omaha nieder, wo der junge Stefan die öffentlichen Schulen besuchte. Später wurde er Mitglied der Nationalgarde von Nebraska. Zwischen 1904 und 1906 war er Inspektor des Telegrafensystems der Polizeitruppe auf den damals von den USA verwalteten Philippinen. Im Jahr 1909 zog Stefan nach Norfolk, wo er ebenfalls im Telegrafendienst arbeitete. Bis 1924 gab er auch die Zeitung "Norfolk Daily News" heraus. Danach arbeitete er als Rundfunkkommentator. Außerdem blieb er im Zeitungs- und Verlagsgeschäft tätig.
Stefan war Mitglied der Republikanischen Partei. 1934 wurde er im dritten Distrikt von Nebraska in das US-Repräsentantenhaus gewählt. Dort löste er am 3. Januar 1935 Edgar Howard ab, den er bei den Wahlen geschlagen hatte. Nachdem er in den folgenden Wahlen jeweils bestätigt wurde, konnte er sein Mandat im Kongress bis zu seinem Tod am 2. Oktober 1951 ausüben. In dieser Eigenschaft war er 1935 Mitglied einer Kongressdelegation, die die amerikanische Regierung bei der Amtseinführung der Regierung der Philippinen vertrat. 1939 war Stefan Delegierter auf einer interparlamentarischen Konferenz in Oslo, 1945 fungierte er als offizieller Berater auf der Gründungsversammlung der Vereinten Nationen in San Francisco. Nach seinem Tod ging sein Mandat im US-Repräsentantenhaus an den bei der fälligen Nachwahl erfolgreichen Robert Dinsmore Harrison.